# Becoming Cousteau
Becoming Cousteau es una película documental de 2021 dirigida por Liz Garbus sobre el explorador y ambientalista Jacques Cousteau.

## Producción
En 2015, National Geographic Documentary Films se acercó a Liz Garbus para que dirigiera un documental sobre Jacques Cousteau, y ella estuvo de acuerdo. En el transcurso de cinco años, Garbus trabajó con The Cousteau Society para obtener acceso a imágenes inéditas.

## Lanzamiento
Se presentó por primera vez en el Telluride Film Festival el 2 de septiembre de 2021. Su estreno internacional fue el 10 de septiembre del mismo año en el Festival Internacional de Cine de Toronto. Su lanzamiento comercial fue el 22 de octubre de 2021 a través de Picturehouse.

## Recepción
Becoming Cousteau recibió críticas positivas de los críticos de cine. En el portal de internet Rotten Tomatoes, la película posee una aprobación de 98% basada en 60 reseñas.  En la página web Metacritic, la película obtuvo un índice de 74 de 100, basada en 16 reseñas, indicando "reseñas generalmente favorables".

## Premios y nominaciones
| Premio                             | Fecha                   | Categoría                                              | Nominado(s)                                  | Resultado | Referencias   |
| ---------------------------------- | ----------------------- | ------------------------------------------------------ | -------------------------------------------- | --------- | ------------- |
| Premios BAFTA                      | 13 de marzo de 2022     | Mejor documental                                       | Liz Garbus y Dan Cogan                       | Pendiente | [ 10 ]        |
| Cinema Audio Society Awards        | 19 de marzo de 2022     | Mejor mezcla de sonido en una película documental      | Phil McGowan, Tony Volante                   | Pendiente | [ 11 ]        |
| Cinema Eye Honors                  | 1 de marzo de 2022      | Premio de la audiencia                                 | Liz Garbus                                   | Pendiente | [ 12 ]        |
| Cinema Eye Honors                  | 1 de marzo de 2022      | Mejor diseño gráfico/animación                         | Daniel Rutledge                              | Pendiente | [ 12 ]        |
| Critics' Choice Documentary Awards | 14 de noviembre de 2021 | Mejor película documental                              | Becoming Cousteau                            | Nominada  | [ 13 ] [ 14 ] |
| Critics' Choice Documentary Awards | 14 de noviembre de 2021 | Mejor director                                         | Liz Garbus                                   | Nominada  | [ 13 ] [ 14 ] |
| Critics' Choice Documentary Awards | 14 de noviembre de 2021 | Mejor narración                                        | Vincent Cassel, Mark Monroe y Pax Wassermann | Nominados | [ 13 ] [ 14 ] |
| Critics' Choice Documentary Awards | 14 de noviembre de 2021 | Mejor documental de archivo                            | Becoming Cousteau                            | Nominada  | [ 13 ] [ 14 ] |
| Critics' Choice Documentary Awards | 14 de noviembre de 2021 | Mejor documental de ciencia o naturaleza               | Becoming Cousteau                            | Ganadora  | [ 13 ] [ 14 ] |
| Hollywood Music in Media Awards    | 17 de noviembre de 2021 | Mejor banda sonora original en una película documental | Daniel Bensi y Saunder Jurriaans             | Nominados | [ 15 ]        |
| Festival de Cine de Londres        | 17 de octubre de 2021   | Premio Grierson                                        | Becoming Cousteau                            | Ganadora  | [ 16 ]        |
| Premios WGA                        | 20 de marzo de 2022     | Mejor guion en un documental                           | Mark Monroe y Pax Wasserman                  | Pendiente | [ 17 ]        |